# Vladikavkaz Air Enterprise
Vladikavkaz Air Enterprise is een Russische luchtvaartmaatschappij met haar thuisbasis in Vladikavkaz.

## Geschiedenis
Vladikavkaz Air Enterprise is opgericht in 1995 als opvolger van Aeroflot's Ordzhonikidze divisie.

## Vloot
De vloot van Vladikavkaz Air Enterprise bestaat uit: (dec.2006)
- 2 Yakolev Yak-40()